# Легден
Легден (њем. Legden) општина је у њемачкој савезној држави Северна Рајна-Вестфалија. Једно је од 17 општинских средишта округа Боркен. Према процјени из 2010. у општини је живјело 6.739 становника. Посједује регионалну шифру (AGS) 5554036, NUTS (DEA34) и LOCODE (DE LEG) код.

## Географски и демографски подаци
Легден се налази у савезној држави Северна Рајна-Вестфалија у округу Боркен. Општина се налази на надморској висини од 76 метара. Површина општине износи 56,3 km². У самом мјесту је, према процјени из 2010. године, живјело 6.739 становника. Просјечна густина становништва износи 120 становника/km².

## Међународна сарадња
| Мјесто    | Држава    | Врста сарадње | Од    |
| --------- | --------- | ------------- | ----- |
| Стендерен | Холандија | партнерство   | 1985. |
| Извор     |           |               |       |